# Akhiok
Akhiok (Kasukuak in Alutiiq) è un comune dell'Alaska di 71 abitanti (dato 2010). È la città più meridionale dell'Isola Kodiak. Il villaggio è talvolta chiamato Alitak.

## Posizione e clima
Akhiok si trova a 56.945560° Nordm 154.17028° Ovest.
Secondo lo US Census Bureau, la città ha un'area totale di 26,40 km², di cui 20.1 km² è terra e 6,30 km² è acqua.
Akhiok si trova all'estremità meridionale di Kodiak Island ad Alitak Bay. Si trova a 130 km a sud ovest della città di Kodiak, e 550 km a sud ovest di Anchorage.
Il clima delle isole Kodiak è dominato da una forte influenza marina. Ci sono precipitazioni moderate e frequenti nebbia e nubi. Le tempeste sono frequenti da dicembre a febbraio. La precipitazione annuale è di 890 mm. Le temperature rimangono all'interno di un intervallo ristretto, -4 a 12 °C. 

## Storia
Il villaggio originario degli Alutiiq fu occupato dai Russi agli inizio del XIX secolo come stazione per la caccia alle lontre. Il nome Akhiok si riscontra per la prima volta in un censimento del 1880. La maggior parte delle famiglie partecipa alle attività di pesca (salmone e halibut, soprattutto) o lavorando in una vicina fabbrica di conserve. La chiesa ortodossa presente fu fondata nel 1900, mentre l'ufficio postale nel 1933. Nel 1964 i residenti della vicina Kaguyak si trasferirono ad Akhiok a causa del terremoto e successivo tsunami che aveva distrutto il loro villaggio.

## Società

### Evoluzione demografica
A partire dal censimento del 2000, vi erano 80 persone, 25 abitazioni e 17 famiglie che risiedono nella città. La densità di popolazione era di 3.9 persone per km². Il 2.50% della popolazione era bianca, 86.25% erano nativi americani, 3.75% asiatici e il 7.50 erano formati da due o più razze. L'1.25% della popolazione erano ispanici o latini.
Il reddito mediano per una abitazione nella città era di $ 33.438 ed il reddito mediano per una famiglia era di $ 37.813. Il reddito pro capite per la città era di $8.473. C'erano il 5.3% delle famiglie e il 9.9% della popolazione che vivevano sotto la linea di povertà.

## I servizi pubblici
L'acqua è derivata da una diga e un serbatoio su un piccolo flusso, viene trattata e immagazzinata. Akhiok fornisce un sistema idrico e fognario in filodiffusione che serve tutte le 25 case della comunità. È necessaria una nuova fonte d'acqua. È in fase di sviluppo una nuova discarica. L'elettricità è fornita dalla City of Akhiok. Nella comunità c'è una scuola, cui hanno partecipato 16 studenti. Gli ospedali o cliniche includono il Akhiok Medical Clinic. Akhiok è classificata come un villaggio isolato. L'assistenza sanitaria ausiliaria è fornita dal Akhiok Village Response Team.

## Economia e trasporti
L'occupazione nel settore pubblico e il lavoro stagionale forniscono il flusso di cassa nella comunità. I residenti che sono in possesso dei permessi di pesca commerciale sono cinque. Quasi tutti gli abitanti di Akhiok dipendono fortemente dalla pesca di sussistenza e dalla caccia. La comunità è interessata a sviluppare un impianto di stoccaggio a freddo. Dal gennaio 2003, ogni azionista di Akhiok ha ricevuto 200 000 dollari dalla vendita di un fondo fiduciario di 36 milioni di dollari previsto dalla Exxon Valdez.
La città è accessibile solo via aerea e via mare. La Island Air Service offre un servizio regolare. In aggiunta, i voli di linea e charter sono disponibili dalla città di Kodiak. C'è una pista di ghiaia di proprietà dello Stato (Akhiok Airport) lunga 1.010 m e larga 18 m, e un idroscalo a Moser Bay, di proprietà della Columbia Ward Fisheries. Frangiflutti e varo sono disponibili, ma la darsena esistente è una struttura temporanea.